# 1,1-dimethylhydrazin
1,1-Dimethylhydrazin (též asymetrický dimethylhydrazin, UDMH) je těkavá čirá kapalina s typicky čpavkovým zápachem. Na vzduchu žloutne a pohlcuje z něj kyslík a oxid uhličitý. Je velmi dobře mísitelný s ethanolem, éterem, dimethylformamidem a uhlovodíky. S vodou je mísitelný za vývinu tepla. Výpary jsou výbušné při koncentraci 2-95% UDMH ve vzduchu. Účinky na živý organismus jsou podobné jako u hydrazinu, tzn. způsobuje poleptání kůže, očí a sliznic, podráždění centrálního nervového systému a rakovinu.

## Využití
Hlavní využití nalézá UDMH jako bipropelant (dvousložkové palivo) v raketových motorech. Jako okysličovadlo se používá kapalný kyslík, oxid dusičitý N2O4 nebo dýmavá kyselina dusičná. Při dlouhodobém skladování je velmi stálý a proto je vhodný pro déle trvající mise kosmických sond nebo pro pomocné a manévrovací motory satelitů a kosmických lodí. Několik typů raket jej však používá i jako palivo prvního stupně (např. ruské rakety Proton nebo bývalé americké rakety Titan). Spolu s hydrazinem tvoří složky paliva Aerozin 50, kde jsou obě složky zastoupeny v poměru 1:1. Aerozin 50 spolu s tetraoxidem dusíku slouží jako palivo pro motor AJ-10, který poháněl, mimo jiné, i kosmickou loď Apollo.